# Karol Rajmund Eisert
Karol Rajmund Eisert (ur. 4 maja 1865 w Łodzi, zm. 29 października 1938 tamże) – łódzki przedsiębiorca, twórca potęgi rodziny fabrykanckiej (przemysł włókienniczy) Eisertów na gruncie łódzkim.

## Życiorys
Był synem Karola Eiserta, właściciela warsztatu tkackiego przy ul. Piotrkowskiej 135, wnukiem Jana Gottloba przybyłego w 1826 roku z Saksonii do Pabianic.
W 1894 r. pojął za żonę Marię Helenę Geyer (1875–1947) – pochodzącą ze znanego i bogatego rodu łódzkich fabrykantów – córkę Gustawa Adolfa Geyera, wnuczkę Ludwika Ferdynanda Geyera. Otrzymawszy w posagu 40 tys. rubli kupił od Izydora Lewina Barego fabrykę przy ul. Karola 19 (obecna ul. Żwirki), które po II wojnie światowej nosiły nazwę Zakłady Przemysłu Wełnianego im. Norberta Balickiego „Norbelana”.
Karol Rajmund Eisert był działaczem społecznym – współzałożycielem szpitala psychiatrycznego w Kochanówce, fundatorem szkoły powszechnej (podstawowej) w Dłutowie i domu sióstr zakonnych Diakonis w Łodzi. Był też znanym w Łodzi kolekcjonerem malarstwa. W 1938 r. podarował 22 obrazy ze swojej kolekcji tworzonemu Muzeum Historii i Sztuki w Łodzi (protoplasta obecnego Muzeum Sztuki w Łodzi), z których 12 zaginęło podczas II wojny światowej – pozostałe znajdują się w zbiorach Muzeum Sztuki w Łodzi.
Od połowy lat 20. XX w. był konsulem honorowym Danii w Łodzi, z siedzibą w jego pałacu przy ul. Piotrkowskiej 135.
Został odznaczony orderem Daneborga.

### Życie prywatne
Żonaty po raz drugi z Marią Małgorzatą (z d. Feder, zm. w 1915 roku w Moskwie) i po raz trzeci z Dunką Ellen Christensen (ur. w 1895 roku w Kopenhadze, zm. 29 marca 1935 roku w Wiedniu, pochowana została w kwietniu w części ewangelickiej cmentarza przy ul. Ogrodowej w Łodzi). Miał trzech synów: Pawła Erika, Torbena Karola i Harry’ego.
Zmarł 29 października 1938 roku w Łodzi, pochowany został obok żony na cmentarzu ewangelicko-augsburskim przy ul. Ogrodowej.